# フィーノホテルズ
株式会社フィーノホテルズ（英: FINO Hotels Co.,Ltd.)は、東京都千代田区に本社を置き、ホテルの運営管理、営業セールス、コンサルティング業務を行う企業。東証2部上場であるポラリス・ホールディングスの100%子会社である。親会社であるポラリス・ホールディングスが、「ベストウエスタン」のADO（Area Development Organization）として日本における開発権を保持しており、実際のホテルオペレーションは、フィーノホテルズが一貫して運営・管理を行っている。2019年10月現在の運営店舗数は12店舗。

## 概要
フィーノ（Fino）とはポルトガル語で「繊細な・上質な・品のある」の意味。
建築・不動産コンサルティング会社都市デザインシステム（2008年に民事再生法適用申請。民事再生に伴い社名をTDシステムに変更。）がホテル業進出の一環で、2007年（平成19年）4月に長谷部修一を代表取締役として設立。同年12月にホテルフィーノ札幌を開業し、札幌市内では久々となるホテル新規開業競争の先陣をきった。
2008年（平成20年）10月に経営不振に陥った都市デザインシステムから、価値開発株式会社（現ポラリス・ホールディングス）がフィーノホテルズ株式会社を買収、代表取締役に柳森利宣が就任。価値開発が2008年11月にアメリカ合衆国のB&Bホテルチェーンである「ベストウェスタン」の日本国内におけるライセンス権を締結した事により、ベストウエスタンブランドを前面に出した運営を行っている。
2020年8月現在、価値開発の子会社としてベストウェスタンホテルブランド16軒（直営11軒・FC5軒）の運営及び管理、フランチャイズを行っている。

## 運営ホテル
2020年8月現在
直営ホテル
- ベストウェスタン札幌大通公園（北海道札幌市中央区）旧「大通公園ホテル」
- KOKO HOTEL 札幌大通（北海道札幌市）2020年8月開業、2024年4月リブランド
- ベストウェスタンプラスホテルフィーノ千歳（北海道千歳市）2018年6月開業
- ベストウェスタンホテルフィーノ東京秋葉原（東京都台東区）2018年10月開業
- ベストウェスタンホテルフィーノ東京赤坂（東京都港区）2020年8月1日開業
- ベストウェスタンホテルフィーノ新横浜（神奈川県横浜市）2020年9月1日開業
- ベストウェスタンホテル名古屋（愛知県名古屋市中区）旧「ホテルプリシード名古屋」
- ベストウェスタンプラスホテルフィーノ大阪北浜（大阪府大阪市中央区）2019年2月開業
- シュアステイプラス by ベストウェスタン新大阪（大阪府大阪市淀川区）2018年12月リブランド
- ベストウェスタンホテルフィーノ大阪心斎橋（大阪府大阪市中央区）
- ベストウェスタン大阪塚本（大阪府大阪市淀川区）旧「オークスリーゼ塚本」
- ベストウェスタンプラスホテル福岡天神南（福岡県福岡市中央区）
- ベストウェスタン沖縄恩納ビーチ（沖縄県国頭郡恩納村）旧「AJホテル恩納」
- ベストウェスタン沖縄幸喜ビーチ（沖縄県名護市）旧「AJホテル幸喜」

関連会社運営ホテル
- 衣浦グランドホテル（愛知県碧南市）

FCホテル
- ベストウェスタン山形エアポート（山形県東根市）
- ベストウェスタン米沢（山形県米沢市）
- ベストウェスタン東京西葛西（東京都江戸川区）
- ベストウェスタン東京西葛西グランデ（東京都江戸川区）
- ベストウェスタン横浜（神奈川県横浜市鶴見区）